# 岩田まこ都
岩田 まこ都（いわた まこと、1973年11月24日 - ）は、日本のフリーアナウンサー。シー・フォルダ所属。

## 来歴・人物
千葉県出身。千葉敬愛高等学校、専門学校東京アナウンス学院放送アナウンス科卒業。
趣味は歴史小説、アニメ・漫画の鑑賞、及び格闘技の観戦。
2007年7月、自身の公式サイトにて、28歳の時に結婚していたこと、および妊娠中であることを公表。それまで出演していた番組を全て降板し産休に入る。

## 現在の主な出演番組
- きょうの健康（NHK教育）
- 放送大学「運動と健康」「今日のメンタルヘルス」
- バビブべボディ（NHKETV）
- ロイヤルカナン公式YouTubeチャンネル

## 過去の主な出演番組
- 先どりきょうの健康（NHK総合）
- ほっと!HOT!!ちば　- リポーター（千葉テレビ）
- 「地域と都市の防災」「錯覚の科学」（放送大学）
- スタジオパークからこんにちは　- リポーター（NHK総合）
- とくせんETV　- 案内役ナレーション（NHK総合）
- 遊YOU天気週末探検隊（TBSテレビ）
- アウトドアミニ百科（NHK BS1）
- きょうの健康Q&A　- キャスター（NHK教育）
- ピックアップ今夜の番組（NHK総合）
- ぐるり日本鉄道の旅　- ナレーター（BS日テレ）
- スーパーJチャンネル リポーター（テレビ朝日）
- やってみようなんでも実験（NHK教育）
- ペット相談（NHK BS2）
- TVシンポジウム「よい新薬を使えるように～どうする?日本の治験～」リポーター（NHK教育）
- 橋幸夫の地球楽団（TBSラジオ）
- みなとクイックジャーナル（ジェイコム港新宿）

## CM
- ダイワハウス　D-ROOM　CM　キャスター役
- メットライフ生命保険　リポーター役